# 後頭前切痕
後頭前切痕（こうとうぜんせっこん、英：Preoccipital notch, Preoccipital incisure）は、後頭極より4cm前方にある、大脳外側面下端のくぼみ。このくぼみを境に前方が側頭葉、後方が後頭葉となる。後頭葉の前端を決める仮想のラインは、後頭前切痕と頭頂後頭溝の両端を結ぶことで得られる。

## 画像

動画。赤い所が後頭前切痕。